# Niels al Danemarcei
Niels (n. 1065 – d. 25 iunie 1134, Schleswig, Danemarca) a fost rege al Danemarcei din 1104 până în 4 iunie 1134. Niels l-a succedat pe fratele său Eric I al Danemarcei și se crede că a fost fiul cel mai tânăr al regelui Svend al II-lea al Danemarcei. Regele Niels a sprijinit în mod activ canonizarea lui Knut al IV-lea al Danemarcei și l-a susținut pe fiul său, Magnus I al Suediei, să-l ucidă pe potențialul succesor, Knud Lavard. 
El a fost menționat pentru prima dată în sursele istorice în 1086, când a fost trimis ca ostatic în Flandra, în schimbul fratelui său, Regele Olaf I. Când fratele său Eric a murit în iulie 1103 în timpul unui pelerinaj, Niels, care a fost ultimul frate supraviețuitor, a fost ales rege în anul următor. El s-a căsătorit cu Margaret Fredkulla, fiica lui Inge I al Suediei. Ea a fost considerată că ar fi deținut o influență considerabilă în timpul domniei sale.
În marea majoritate a domniei regelui Niels, țara a avut parte de o pace internă. Contemporanul Chronicon Roskildense îl descrie ca fiind un om slab și nu un conducător competent. El a purtat mai multe reforme în suita sa personală, separând-o într-o ramură administrativă și militară, fiind responsabili pentru colectarea impozitelor. A ridicat membrii familiei la rangul de conți, inclusiv pe nepotul său Eric și pe Knut Lavard, fiul lui Eric I al Danemarcei. Regele Neils a sprijinit canonizarea fratelui său Knut al IV-lea prin oferirea cadourilor clericilor din Odense, căutând să mărească puterea și influența monarhiei prin ajutorul bisericii. Cu toate acestea, este foarte probabil să nu fi câștigat suportul pe deplin al magnaților. De asemenea, el a militat împotriva slavilor de vest, în alianță cu Polonia. În 1125, fiul lui Niels, Magnus a fost numit rege al Suediei.
Soția sa Margareta, a murit în 1128 sau 1129 și fiul său, Magnus, a fost forțat să elibereze tronul Suedez în 1130. După 26 de ani de pace internă, conflictul a izbucnit între regele Manusi și vărul său, Knut Lavard. Knut fiind popular în Ducatul Schleswig unde fusese făcut conte, și a fost văzut ca un potențial succesor al regelui Niels. Pe 7 ianuarie 1131, Magnus l-a ucis pe Knut aproape de Haraldsted, la nord de Ringsted. Regele Neils l-a condamnat inițial pe Magnus, dar în cele din urmă l-a susținut, izbucnind un război civil între regele Niels și susținătorii fratelui vitreg al lui Knut, Eric. Regele Niels avea o bază de sprijin puternică în Iutlanda și pe cea a bisericii. El a avut asigurat sprijin din partea Sfântului Imperiu Roman după ce a fost de acord să subordoneze Arhiepiscopia daneză de Lund din Scania, către Arhiepiscopia germană de Hamburg-Bremen, ceea ce l-a determinat pe Arhiepiscopul Asser din Lund să-l sprijine pe Eric.
Eric a făcut puține progrese în Danemarca și a participat la bătălia de la Scania din 1134. Regele Niels și Magnus au ajuns la Fotevik Bay în Scania, în iunie 1134, căutând să-l înfrunte decisiv pe Eric. În bătălia de la Fotevik din 4 iunie 1134, regele Niels și Magnus au fost luați prin surprindere de un contingent de soldați călăreți germani. Niels a scăpat în timp ce Magnus a fost ucis. Niels a căutat refugiu la Sfântul Împărat Roman Lothar al III-lea, însă nu a reușit să treacă de orașul Schleswig. Niels s-a aventurat în fostul oraș al lui Knut Lavard, pe 25 iunie 1134, în ciuda avertismentelor. El a fost întâmpinat de cler, însă el și avangarda sa au fost uciși înainte de a putea ajunge la palatul regal, locuitorii orașului întorcându-se împotriva sa. Când regele Niels a murit, domnia de 60 de ani a fiilor lui Svend al II-lea al Danemarcei s-a încheiat atunci când Eric al II-lea al Danemarcei a devenit rege.